# Othman el Gnaoui
Othman El Gnaoui (Tetuán, 1975) es un terrorista yihadista marroquí que participó en los atentados del 11 de marzo de 2004 en Madrid.
Respecto a su biografía apenas se tienen datos. Siendo de origen marroquí, las autoridades españolas no aportaron apenas información de su estancia tanto en el país vecino como en España. En el sumario no consta la realización de una comisión rogatoria para entrevistar familiares o amigos que pudieran ofrecer luz sobre su trayectoria y sobre sus motivaciones. 
La acusación sobre El Gnaoui en el atentado fue por participar en el traslado de los explosivos desde Asturias hasta una casa en Chinchón (provincia de Madrid), donde constaba que había trabajado como albañil durante unas reformas y en la que según la sentencia se montaron las 13 bombas utilizadas en los atentados. También se le acusó de haber ofrecido su documentación para falsificación de documentos. Durante el interrogatorio negó cualquier relación con el atentado, desconociendo todo lo relativo a los explosivos, aunque sí de que sus compañeros traficaba con drogas, de las que él era consumidor.
Las Fuerzas de Seguridad lo detuvieron el 30 de marzo de 2004, diecinueve días después del atentado cuando se presentó voluntariamente a declarar. Desde entonces hasta la finalización del juicio por los atentados estuvo en prisión. Antes de la celebración de la vista oral, la Fiscalía sólo había pedido para él una pena de 24 años por pertenecer a una organización terrorista. Después de la vista, y tras declarar El Gnaoui que no había participado en el transporte de los explosivos con los que se cometieron los atentados del 11-M, la solicitud de pena se incrementó, acusándole de 191 asesinatos frustrados, más centenares de ellos en grado de tentativa, ascendiendo la petición de pena a un total de 38 962 años.
La sentencia del juicio de la Audiencia Nacional lo condenó a 42 294 años de prisión por 191 asesinatos, 1856 asesinatos en grado de tentativa, cuatro delitos de estragos y un delito de falsedad documental. Se consideró probado que acompañó un coche distinto al que trasladó el explosivo, viajando detrás.
El Tribunal Supremo lo absolvió del delito de falsedad de documentos públicos, pero aumentó su condena como autor material a 42 922 años de cárcel (5 años más que a Zougam) al resolver en julio de 2008 los recursos de casación presentados, con lo que se convirtió en la persona con la mayor condena penal de la historia judicial española.